# Iniidae
Iniidae, conhecida como golfinhos-fluviais americanos, é uma família de artiodátilos da infraordem Cetacea.

## Taxonomia
A família foi descrita por John Edward Gray em 1846, como Iniana, sendo emendada anos mais tarde pelo próprio autor.
O arranjo taxonômico do clado passou por várias mudanças ao longo dos anos. No início do século XIX foi considerada sinônimo de Platanistidae, por vezes tratada como uma subfamília dentro desta família. Estudos no final da década de 1990 e começo da década de 2000 demonstraram a parafilia dos golfinhos fluviais, comumente arranjados em uma única família, por meio de análises moleculares.

### Gêneros
Cinco gêneros são reconhecidos para a família:
- †Goniodelphis Allen, 1941
- Inia d'Orbigny, 1834
- †Ischyrorhynchus Ameghino, 1891
- †Meherrinia Geisler, Godfrey & Lambert, 2012
- †Saurocetes Burmeister 1871